# فرانک هال
فرانک هال (انگلیسی: Frank Hall; ۸ ژوئیهٔ ۱۸۶۵ – ۳۱ ژوئیهٔ ۱۹۳۹) تیرانداز اهل ایالات متحده آمریکا بود.
وی در مسابقات کشوری و بین‌المللی در مجموع برندهٔ ۱ مدال طلا شده‌است.